# Conopophaga melanops
El jejenero carinegro o toco toco de mejillas negras (Conopophaga melanops) es una especie de ave paseriforme perteneciente al género Conopophaga de la familia Conopophagidae. Es endémica de Brasil. El macho se distingue por tener el píleo anaranjado, la cara negra y la garganta blanca; en cambio la hembra es de tonos pardos.

## Distribución y hábitat
Se distribuye por la mata atlántica de la costa oriental de Brasil, desde el extremo sur de Río Grande do Norte hasta Santa Catarina. Su área de distribución se encuentra fragmentada por la acción humana.
Su hábitat natural es el suelo y el sotobosque del interior de selvas húmedas tropicales, hasta los 1000 m s. n. m. de altitud.

## Descripción

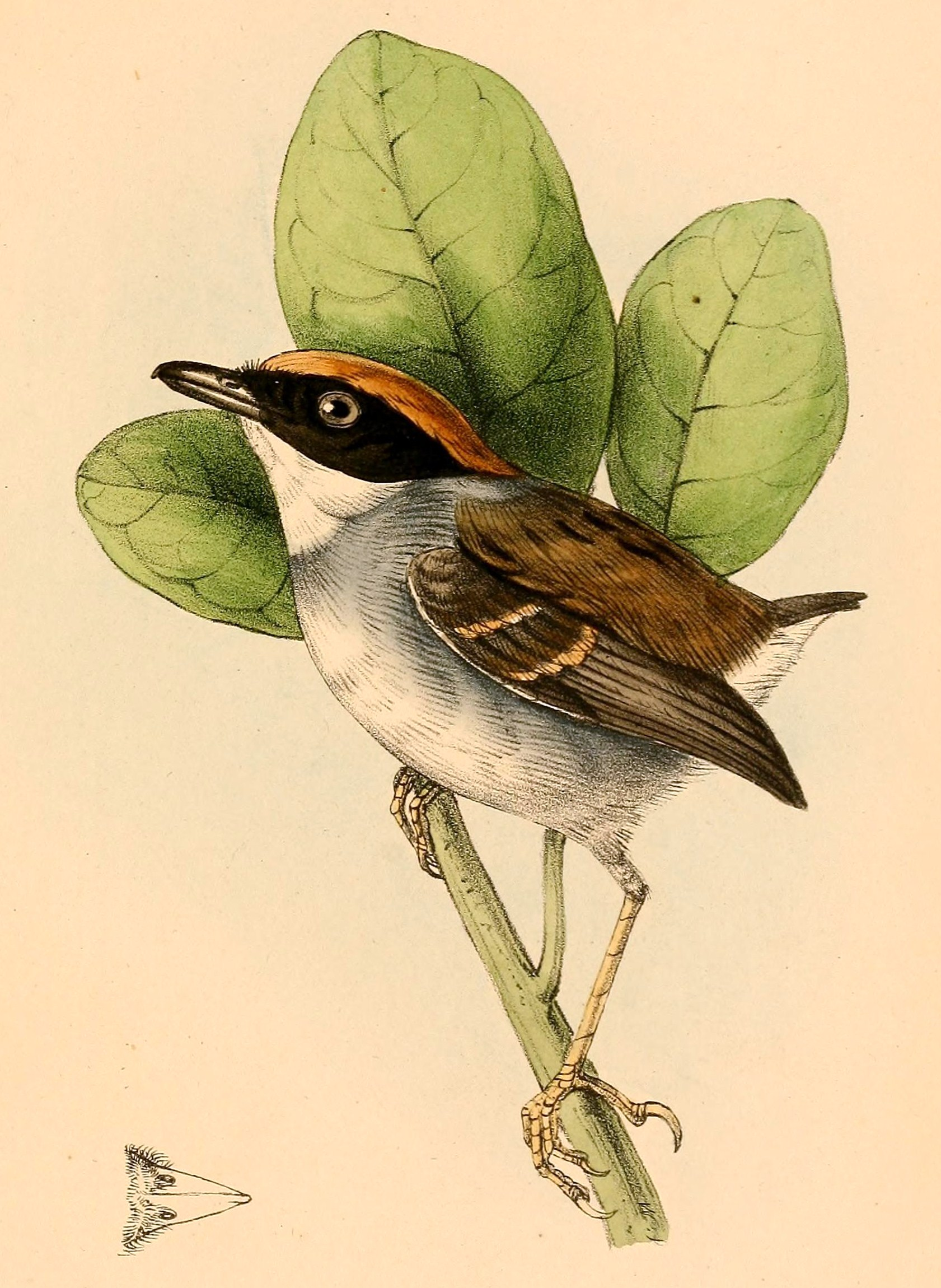
Conopophaga melanops, ilustración de Swainson para A selection of the birds of Brazil and Mexico, 1841

El jejenero carinegro es un pájaro pequeño y rechoncho y con cola corta que mide unos 11,5 cm de largo. Presenta dimorfismo sexual, los machos tienen un plumaje llamativo mientras que las hembras son principalmente de tonos pardos. Los machos tienen la cara negra que contrasta con su píleo naranja y su garganta blanca. Sus partes superiores son parduzcas y las inferiores de color gris claro, con las plumas del vientre más claras y los flancos tirando a crema. Las hembras son pardas en las partes superiores con una lista superciliar blanquecina y con las partes inferiores pardo rojizas, asemejándose al jejenero rojizo.

## Comportamiento
Los jejeneros carinegros son monógamos y territoriales, con territorios con tamaños de unas 2,94 hectáreas de media. Crían a lo largo de tres meses y construyen nidos planos sobre las ramas de los arbustos o las palmas cerca del suelo. Suelen poner dos huevos por puesta.  A pesar de su llamativo plumaje esta especie, como los demás jejeneros, es discreta y difícil de ver.

## Sistemática

### Descripción original
La especie C. melanops fue descrita por primera vez por el naturalista francés Louis Pierre Vieillot en 1818 bajo el nombre científico Platyrhynchos melanops; localidad tipo «Sudamérica, cerca de Río de Janeiro, Brasil». Le dio el nombre específico de melanops que procede de los términos griegos melas «negro» y ops «cara».

### Taxonomía
Las subespecies no están claramente definidas, ni morfológica ni geográficamente, y la taxonomía es confusa. Al contrario de algunas publicaciones, la banda negra frontal del macho está presente en todas las poblaciones; esta banda tal vez tienda a ser más ancha en el norte que en el sur, pero es muy variable inclusive en una única localidad, y, de esta forma, no sirve para cualquier diagnóstico taxonómico. También, las variaciones de otras características del plumaje, por ejemplo, la presencia de puntos en las cobertoras, o la extensión de gris o blanco en las partes inferiores, no parecen seguir un patrón geográfico. La subespecie perspicillata posiblemente no se sostenga como tal. Se precisan más estudios, especialmente con grandes series de especímenes, para aclarar las situación.

### Subespecies
Según la clasificación del Congreso Ornitológico Internacional (IOC) (Versión 6.3, 2016) y Clements Checklist v.2015,  se reconocen 3 subespecies, con su correspondiente distribución geográfica:
- Conopophaga melanops nigrifrons Pinto, 1954 – costa del noreste de Brasil desde Paraíba al sur hasta Alagoas.
- Conopophaga melanops perspicillata (Lichtenstein, 1823) – costa de Bahia; registros recientes en el adyacente Sergipe, al norte, presumiblemente de esta subespecie.
- Conopophaga melanops melanops (Vieillot, 1818) – sureste de Brasil desde Espírito Santo al sur hasta Santa Catarina.